# Chiesa di San Vito (Lauregno)
La chiesa di San Vito (in tedesco Kirche St. Veit) è la parrocchiale di Lauregno (Laurein) in Alto Adige. Fa parte del decanato di Lana-Tesimo nella diocesi di Bolzano-Bressanone e risale al XVI secolo.

## Descrizione
La chiesa è un monumento sottoposto a tutela col numero 15683 nella provincia autonoma di Bolzano.